# Hayes Alan Jenkins
Hayes Alan Jenkins (Akron, 23 maart 1933) is een Amerikaans voormalig kunstschaatser. Hij nam deel aan twee Olympische Winterspelen: Oslo 1952 en Cortina d'Ampezzo 1956. Jenkins was viervoudig wereldkampioen en werd in 1956 olympisch kampioen. Zijn jongere broer David Jenkins was ook een succesvol kunstschaatser en nam in 1960 de olympische titel van hem over.

## Biografie
Jenkins debuteerde op zestienjarige leeftijd bij de WK van 1949. Hij werd er zesde. De jaren daarna bleef hij telkens op gepaste afstand van de tweevoudig olympisch kampioen Dick Button. Nadat Button in 1952 stopte met kunstschaatsen nam Jenkins zijn plek over als de beste mannelijke kunstrijder ter wereld. Hij werd derde bij de WK van 1950 en van 1952, vierde in 1951 en eindigde vier jaar op rij op het podium van de nationale kampioenschappen (derde in 1949, 1951 en 1952 en tweede in 1950).
Vanaf 1953 werd hij niet meer verslagen. Jenkins was van 1953 tot en met 1956 zowel Amerikaans als wereldkampioen en won in 1953 en 1955 de Noord-Amerikaanse kampioenschappen. Ook zijn olympische prestaties gingen vooruit: werd hij in 1952 bij de Olympische Winterspelen in Oslo nog vierde, vier jaar later won hij in Cortina d'Ampezzo de olympische gouden medaille.
Jenkins verkoos een rechtenstudie aan de Harvard-universiteit voor een carrière als professioneel kunstschaatser. In 1961 huwde hij met de kunstschaatskampioen van het jaar ervoor, Carol Heiss. Met haar kreeg hij drie kinderen. Jenkins werkte bij Goodyear.

## Belangrijke resultaten
| Kampioenschap                  | 48/49 | 49/50  | 50/51 | 51/52 | 52/53 | 53/54 | 54/55 | 55/56 |
| ------------------------------ | ----- | ------ | ----- | ----- | ----- | ----- | ----- | ----- |
| Olympische Spelen              |       |        |       | 4e    |       |       |       | Goud  |
| Wereldkampioenschap            | 6e    | Brons  | 4e    | Brons | Goud  | Goud  | Goud  | Goud  |
| Noord-Amerikaans kampioenschap |       |        |       |       | Goud  |       | Goud  |       |
| Nationaal kampioenschap        | Brons | Zilver | Brons | Brons | Goud  | Goud  | Goud  | Goud  |

1908: Ulrich Salchow ·
1920: Gillis Grafström ·
1924: Gillis Grafström ·
1928: Gillis Grafström ·
1932: Karl Schäfer ·
1936: Karl Schäfer ·
1948: Richard Button ·
1952: Richard Button ·
1956: Hayes Alan Jenkins ·
1960: David Jenkins ·
1964: Manfred Schnelldorfer ·
1968: Wolfgang Schwarz ·
1972: Ondrej Nepela ·
1976: John Curry ·
1980: Robin Cousins ·
1984: Scott Hamilton ·
1988: Brian Boitano ·
1992: Viktor Petrenko ·
1994: Aleksej Oermanov ·
1998: Ilja Koelik ·
2002: Aleksej Jagoedin ·
2006: Jevgeni Pljoesjtsjenko ·
2010: Evan Lysacek ·
2014: Yuzuru Hanyu ·
2018: Yuzuru Hanyu ·
2022: Nathan Chen
- Library of Congress Control Number: n97857628
- Virtual International Authority File: 38674319
- WorldCat: E39PBJcwDYdGkXddywYDBGYtrq